# 㕎馺可汗
㕎馺可汗（？—840年），𨁂跌氏，是回鹘汗国的第十三任可汗。他的名稱有可薩的意思。
㕎馺可汗原为㕎馺特勤，是彰信可汗族属。839年，宰相掘罗勿造反，联合沙陀朱邪赤心共攻可汗，彰信可汗兵败被杀。㕎馺特勤被族人拥立为可汗，称署飒可汗，又称㕎馺可汗。当时，回鹘国内饥荒和疫病流行，内乱持续。将军句录莫贺引所属部黠戛斯十万骑兵攻击，次年兵败，可汗和掘罗勿被杀，回鹘牙帐烧荡殆尽。境内大雪，牲畜死亡，饥荒。回鹘汗国崩溃四散，部众四向迁徙。